# Pandemia de COVID-19 în Japonia
Pandemia de coronavirus COVID-19 din Japonia face parte din pandemia în curs de desfășurare a bolii coronavirus 2019 (COVID-19) cauzată de sindromul respirator acut sever coronavirus 2 (SARS-CoV-2). S-a confirmat că virusul s-a răspândit în Japonia la 16 ianuarie 2020, în  Prefectura Kanagawa, când un bărbat care s-a întors din Wuhan, provincia Hubei, China, a fost testat pozitiv pentru virus. Primul deces cunoscut din cauza COVID-19 a fost înregistrat în Japonia la 14 februarie 2020. A urmat un al doilea focar introdus de călători și repatriați din Europa și Statele Unite ale Americii între 11 martie 2020 și 23 martie 2020. 

## Legături externe
- Ministry of Health, Labour and Welfare